# Liste der Olympiasieger im Ringen/Medaillengewinner Freistil
Die Liste der Olympiasieger im Ringen/Medaillengewinner Freistil verzeichnet sämtliche Medaillengewinner in Wettbewerben im Freistilringen bei Olympischen Sommerspielen. Sie ist nach Gewichtsklassen gegliedert. Angegeben sind auch die Gewichtsgrenzen bei den einzelnen Austragungen.

## Aktuelle Gewichtsklassen

### Bantamgewicht
- bis 56,70 kg (1904)
- bis 54 kg (1908)
- bis 56 kg (1924–1936)
- bis 57 kg (1948–1996)
- bis 58 kg (2000)
- bis 55 kg (2004–2012)
- bis 57 kg (seit 2016)

| Olympia | Gold                        | Silber                      | Bronze                                          |
| ------- | --------------------------- | --------------------------- | ----------------------------------------------- |
| 1904    | Jack Niflot                 | August Wester               | Louis Strebler                                  |
| 1908    | George Mehnert              | William Press               | Aubert Côté                                     |
| 1924    | Kustaa Pihlajamäki          | Kaarlo Mäkinen              | Bryan Hines                                     |
| 1928    | Kaarlo Mäkinen              | Edmond Spapen               | James Trifunov                                  |
| 1932    | Robert E. Pearce            | Ödön Zombori                | Aatos Jaskari                                   |
| 1936    | Ödön Zombori                | Ross Flood                  | Johannes Herbert                                |
| 1948    | Nasuh Akar                  | Gerald Leeman               | Charles Kouyos                                  |
| 1952    | Shōhachi Ishii              | Rəşid Məmmədbəyov           | Khashaba Jadhav                                 |
| 1956    | Mustafa Dağıstanlı          | Mohammad Mehdi Yaghoubi     | Michail Schachow                                |
| 1960    | Terrence McCann             | Nedschet Zalew              | Tadeusz Trojanowski                             |
| 1964    | Yōjirō Uetake               | Hüseyin Akbaş               | Aydın İbrahimov                                 |
| 1968    | Yōjirō Uetake               | Donald Behm                 | Aboutaleb Talebi                                |
| 1972    | Hideaki Yanagida            | Richard Sanders             | László Klinga                                   |
| 1976    | Wladimir Jumin              | Hans-Dieter Brüchert        | Masao Arai                                      |
| 1980    | Sergei Beloglasow           | Li Ho-pyong                 | Dugarsürengiin Ojuunbold                        |
| 1984    | Hideaki Tomiyama            | Barry Davis                 | Kim Eui-kon                                     |
| 1988    | Sergei Beloglasow           | Askari Mohammadian          | Noh Kyung-sun                                   |
| 1992    | Alejandro Puerto            | Sjarhej Smal                | Kim Yong-Sik                                    |
| 1996    | Kendall Cross               | Guivi Sissaouri             | Ri Yong-sam                                     |
| 2000    | Alireza Dabir               | Jewhen Buslowytsch          | Terry Brands                                    |
| 2004    | Mawlet Batirow              | Stephen Abas                | Chikara Tanabe                                  |
| 2008    | Henry Cejudo                | Tomohiro Matsunaga          | Radoslaw Welikow Bessik Serodinowitsch Kuduchow |
| 2012    | Dschamal Otarsultanow       | Wladimer Chintschegaschwili | Yang Kyong-il Shin’ichi Yumoto                  |
| 2016    | Wladimer Chintschegaschwili | Rei Higuchi                 | Hacı Əliyev Hassan Rahimi                       |
| 2020    | Saur Ugujew                 | Ravi Kumar                  | Nurislam Sanajew Thomas Gilman                  |
| 2024    | Rei Higuchi                 | Spencer Lee                 | Gulomjon Abdullaev Aman Sehrawat                |

### Leichtgewicht
- bis 65,27 kg (1904)
- bis 66,6 kg (1908)
- bis 67,5 kg (1920–1936)
- bis 67 kg (1948–1960)
- bis 70 kg (1964–1968)
- bis 68 kg (1972–1996)
- bis 69 kg (2000)
- bis 66 kg (2004–2012)
- bis 65 kg (seit 2016)

| Olympia | Gold                | Silber             | Bronze                                 |
| ------- | ------------------- | ------------------ | -------------------------------------- |
| 1904    | Otto Roehm          | Rudolph Tesiny     | Albert Zirkel                          |
| 1908    | George de Relwyskow | William Wood       | Albert Gingell                         |
| 1920    | Kalle Anttila       | Gottfrid Svensson  | Peter Wright                           |
| 1924    | Russell Vis         | Volmar Wikström    | Arvo Haavisto                          |
| 1928    | Osvald Käpp         | Charles Pacôme     | Eino Aukusti Leino                     |
| 1932    | Charles Pacôme      | Károly Kárpáti     | Gustaf Klarén                          |
| 1936    | Károly Kárpáti      | Wolfgang Ehrl      | Hermanni Pihlajamäki                   |
| 1948    | Celal Atik          | Gösta Frändfors    | Hermann Baumann                        |
| 1952    | Olle Anderberg      | Jay Thomas Evans   | Jahanbakht Tofigh                      |
| 1956    | Imam-Ali Habibi     | Shigeru Kasahara   | Alimbeg Bestajew                       |
| 1960    | Shelby Wilson       | Wladimir Sinjawski | Enjo Waltschew                         |
| 1964    | Enjo Waltschew      | Klaus Rost         | Iwao Horiuchi                          |
| 1968    | Abdollah Movahed    | Enjo Waltschew     | Dandsandardschaagiin Sereeter          |
| 1972    | Dan Gable           | Kikuo Wada         | Ruslan Aschuralijew                    |
| 1976    | Pawel Pinigin       | Lloyd Keaser       | Yasaburo Sugawara                      |
| 1980    | Saipulla Absaidow   | Iwan Jankow        | Šaban Sejdi                            |
| 1984    | You In-tak          | Andrew Rein        | Jukka Rauhala                          |
| 1988    | Arsen Fadsajew      | Park Jang-soon     | Nate Carr                              |
| 1992    | Arsen Fadsajew      | Walentin Gezow     | Kōsei Akaishi                          |
| 1996    | Wadim Bogijew       | Townsend Saunders  | Sasa Sasirow                           |
| 2000    | Daniel Igali        | Arsen Gitinow      | Lincoln McIlravy                       |
| 2004    | Elbrus Tedejew      | Jamill Kelly       | Machatsch Murtasalijew                 |
| 2008    | Ramazan Şahin       | Andrij Stadnik     | Otar Tuschischwili Sushil Kumar        |
| 2012    | Tatsuhiro Yonemitsu | Sushil Kumar       | Aqschürek Tangatarow Liván López Azcuy |
| 2016    | Soslan Ramonow      | Toğrul Əsgərov     | Frank Chamizo Ixtiyor Navroʻzov        |
| 2020    | Takuto Otoguro      | Hacı Əliyev        | Gadschimurad Raschidow Bajrang Punia   |
| 2024    | Kotaro Kiyooka      | Rahman Amouzad     | Islam Dudaev Sebastian Rivera          |

### Weltergewicht
- bis 71,67 kg (1904)
- bis 72 kg (1924–1936)
- bis 73 kg (1948–1960)
- bis 78 kg (1964–1996)
- bis 76 kg (2000)
- bis 74 kg (seit 2004)

| Olympia | Gold               | Silber                       | Bronze                          |
| ------- | ------------------ | ---------------------------- | ------------------------------- |
| 1904    | Charles Ericksen   | Bill Beckman                 | Jerry Winholtz                  |
| 1924    | Hermann Gehri      | Eino Aukusti Leino           | Otto Müller                     |
| 1928    | Arvo Haavisto      | Lloyd Appleton               | Maurice Letchford               |
| 1932    | Jack van Bebber    | Daniel MacDonald             | Eino Aukusti Leino              |
| 1936    | Frank Lewis        | Thure Andersson              | Joseph Schleimer                |
| 1948    | Yaşar Doğu         | Richard Garrard              | Leland Merrill                  |
| 1952    | William Smith      | Per Berlin                   | Abdollah Mojtabavi              |
| 1956    | Mitsuo Ikeda       | İbrahim Zengin               | Wachtang Balawadse              |
| 1960    | Douglas Blubaugh   | İsmail Ogan                  | Muhammed Bashir                 |
| 1964    | İsmail Ogan        | Guliko Sagaradse             | Mohammad-Ali Sanatkaran         |
| 1968    | Mahmut Atalay      | Daniel Robin                 | Pürewiin Dagwasüren             |
| 1972    | Wayne Wells        | Jan Karlsson                 | Adolf Seger                     |
| 1976    | Jiichirō Date      | Mansour Barzegar             | Stanley Dziedzic                |
| 1980    | Walentin Rajtschew | Dschamtsyn Dawaadschaw       | Dan Karabín                     |
| 1984    | David Schultz      | Martin Knosp                 | Šaban Sejdi                     |
| 1988    | Kenneth Monday     | Adlan Warajew                | Rachmat Sukra                   |
| 1992    | Park Jang-soon     | Kenneth Monday               | Amir Reza Khadem                |
| 1996    | Buwaissar Saitijew | Park Jang-soon               | Takuya Ōta                      |
| 2000    | Brandon Slay       | Moon Eui-jae                 | Adem Bereket                    |
| 2004    | Buwaissar Saitijew | Gennadi Lalijew              | Iván Fundora                    |
| 2008    | Buwaissar Saitijew | Soslan Tigiyev               | Murad Hajdarau Kiril Tersiew    |
| 2012    | Jordan Burroughs   | Sadegh Saeed Goudarzi        | Gábor Hatos Denis Zargusch      |
| 2016    | Hassan Yazdani     | Aniuar Gedujew               | Cəbrayıl Həsənov Soner Demirtaş |
| 2020    | Saurbek Sidakow    | Mahamedchabib Kadsimahamedau | Bekzod Abdurahmonov Kyle Dake   |
| 2024    | Razambek Jamalov   | Daichi Takatani              | Kyle Dake Chermen Valiev        |

### Mittelgewicht
- bis 73 kg (1908)
- bis 75 kg (1920)
- bis 79 kg (1924–1960)
- bis 87 kg (1964–1968)
- bis 82 kg (1972–1996)
- bis 85 kg (2000)
- bis 84 kg (2004–2012)
- bis 86 kg (seit 2016)

| Olympia | Gold                    | Silber                   | Bronze                                   |
| ------- | ----------------------- | ------------------------ | ---------------------------------------- |
| 1908    | Stanley Bacon           | George de Relwyskow      | Frederick Beck                           |
| 1920    | Eino Aukusti Leino      | Väinö Penttala           | Charles Johnson                          |
| 1924    | Fritz Hagmann           | Pierre Ollivier          | Vilho Pekkala                            |
| 1928    | Ernst Kyburz            | Donald Stockton          | Samuel Rabin                             |
| 1932    | Ivar Johansson          | Kyösti Luukko            | József Tunyogi                           |
| 1936    | Émile Poilvé            | Richard Voliva           | Ahmet Kireççi                            |
| 1948    | Glen Brand              | Adil Candemir            | Erik Lindén (Ringer)                     |
| 1952    | Dawit Zimakuridse       | Gholamreza Takhti        | György Gurics                            |
| 1956    | Nikola Stantschew       | Daniel Hodge             | Giorgi Schirtladse                       |
| 1960    | Hasan Güngör            | Giorgi Schirtladse       | Hans Antonsson                           |
| 1964    | Prodan Gardschew        | Hasan Güngör             | Daniel Brand                             |
| 1968    | Boris Gurewitsch        | Dschigdschidiin Mönchbat | Prodan Gardschew                         |
| 1972    | Lewan Tediaschwili      | John Peterson            | Vasile Iorga                             |
| 1976    | John Peterson           | Wiktor Nowoschilow       | Adolf Seger                              |
| 1980    | Ismail Abilow           | Magomedchan Arazilow     | István Kovács                            |
| 1984    | Mark Schultz            | Hideyuki Nagashima       | Chris Rinke                              |
| 1988    | Han Myung-woo           | Necmi Gençalp            | Jozef Lohyňa                             |
| 1992    | Kevin Jackson           | Elmadi Schabrailow       | Rasoul Khadem                            |
| 1996    | Chadschimurad Magomedow | Yang Hyun-mo             | Amir Reza Khadem                         |
| 2000    | Adam Saitijew           | Yoel Romero              | Mogamed Ibragimov                        |
| 2004    | Cael Sanderson          | Moon Eui-jae             | Saschid Saschidow                        |
| 2008    | Rewas Mindoraschwili    | Jussuf Abdussalomow      | Taras Danko Georgi Ketojew               |
| 2012    | Şərif Şərifov           | Jaime Yusept Espinal     | Dato Marsagischwili Ehsan Naser Lashgari |
| 2016    | Abdulraschid Sadulajew  | Selim Yaşar              | J’den Cox Şərif Şərifov                  |
| 2020    | David Taylor            | Hassan Yazdani           | Artur Naifonow Myles Amine               |
| 2024    | Magomed Ramasanow       | Hassan Yazdani           | Aaron Brooks (Ringer) Dauren Kurugliev   |

### Schwergewicht
- über 71,67 kg (1904)
- über 73 kg (1908)
- über 82,5 kg (1920)
- über 87 kg (1924–1960)
- über 97 kg (1964–1968)
- bis 100 kg (1972–1996)
- bis 97 kg (2000)
- bis 96 kg (2004–2012)
- bis 97 kg (seit 2016)

| Olympia | Gold                   | Silber                   | Bronze                                  |
| ------- | ---------------------- | ------------------------ | --------------------------------------- |
| 1904    | Bernhoff Hansen        | Frank Kugler             | Fred Warmbold                           |
| 1908    | George Con O’Kelly     | Jacob Gundersen          | Edward Barrett                          |
| 1920    | Robert Roth            | Nat Pendleton            | Fred Meyer Ernst Nilsson                |
| 1924    | Harry Steel            | Henri Wernli             | Archie MacDonald                        |
| 1928    | Johan Richthoff        | Aukusti Sihvola          | Edmond Dame                             |
| 1932    | Johan Richthoff        | John Riley               | Nikolaus Hirschl                        |
| 1936    | Kristjan Palusalu      | Josef Klapuch            | Hjalmar Nyström                         |
| 1948    | Gyula Bóbis            | Bertil Antonsson         | Jim Armstrong                           |
| 1952    | Arsen Mekokischwili    | Bertil Antonsson         | Kenneth Richmond                        |
| 1956    | Hamit Kaplan           | Jussein Mechmedow        | Taisto Kangasniemi                      |
| 1960    | Wilfried Dietrich      | Hamit Kaplan             | Sawkuds Dsarassow                       |
| 1964    | Alexander Iwanizki     | Ljutwi Dschiber Achmedow | Hamit Kaplan                            |
| 1968    | Alexander Medwed       | Osman Duraliew           | Wilfried Dietrich                       |
| 1972    | Iwan Jarygin           | Chorloogiin Bajanmönch   | József Csatári                          |
| 1976    | Iwan Jarygin           | Russell Hellickson       | Dimo Kostow                             |
| 1980    | Illja Mate             | Slawtscho Tscherwenkow   | Július Strnisko                         |
| 1984    | Lou Banach             | Joseph Atiyeh            | Vasile Pușcașu                          |
| 1988    | Vasile Pușcașu         | Leri Chabelowi           | William Scherr                          |
| 1992    | Leri Chabelowi         | Heiko Balz               | Ali Kayalı                              |
| 1996    | Kurt Angle             | Abbas Jadidi             | Arawat Sabejew                          |
| 2000    | Sagid Murtasalijew     | Islam Bairamukow         | Eldari Kurtanidse                       |
| 2004    | Chadschimurad Gazalow  | Magomed Ibragimov        | Alireza Heidari                         |
| 2008    | Schirwani Muradow      | Giorgi Gogschelidse      | Xetaq Qazyumov Michel Batista           |
| 2012    | Jakob Varner           | Walerij Andrijzew        | Giorgi Gogschelidse Xetaq Qazyumov      |
| 2016    | Kyle Snyder            | Xetaq Qazyumov           | Albert Saritov Magomed Ibragimov        |
| 2020    | Abdulraschid Sadulajew | Kyle Snyder              | Reineris Salas Abraham Conyedo          |
| 2024    | Akhmed Tazhudinov      | Giwi Matscharaschwili    | Amir Ali Azarpira Magomedchan Magomedow |

### Superschwergewicht
- über 100 kg (1972–1984)
- bis 130 kg (1988–2000)
- bis 120 kg (2004–2012)
- bis 125 kg (seit 2016)

| Olympia | Gold                         | Silber               | Bronze                              |
| ------- | ---------------------------- | -------------------- | ----------------------------------- |
| 1972    | Alexander Medwed             | Osman Duraliew       | Chris Taylor                        |
| 1976    | Soslan Andijew               | József Balla         | Ladislau Șimon                      |
| 1980    | Soslan Andijew               | József Balla         | Adam Sandurski                      |
| 1984    | Bruce Baumgartner            | Robert Molle         | Ayhan Taşkın                        |
| 1988    | Dawit Gobedschischwili       | Bruce Baumgartner    | Andreas Schröder                    |
| 1992    | Bruce Baumgartner            | Jeffrey Thue         | Dawit Gobedschischwili              |
| 1996    | Mahmut Demir                 | Aljaksej Mjadswedseu | Bruce Baumgartner                   |
| 2000    | David Musuľbes               | Artur Taymazov       | Alexis Rodríguez Valera             |
| 2004    | Artur Taymazov               | Alireza Rezaei       | Aydın Polatçı                       |
| 2008    | Bachtijar Achmedow           | David Musuľbes       | Disney Rodríguez Marid Mutalimow    |
| 2012    | Komeil Ghasemi Biljal Machow | –                    | Tervel Dlagnev Däulet Schabanbei    |
| 2016    | Taha Akgül                   | Komeil Ghasemi       | Geno Petriaschwili Ibragim Saidov   |
| 2020    | Gable Steveson               | Geno Petriaschwili   | Amir Hossein Zare Taha Akgül        |
| 2024    | Geno Petriaschwili           | Amir Hossein Zare    | Taha Akgül Giorgi Meschwildischwili |

## Frühere Gewichtsklassen

### Papiergewicht
- bis 47,63 kg (1904)
- bis 48 kg (1972–1996)

| Olympia | Gold              | Silber            | Bronze               |
| ------- | ----------------- | ----------------- | -------------------- |
| 1904    | Bob Curry         | John Hein         | Gustav Tiefenthaler  |
| 1972    | Roman Dmitrijew   | Ognjan Nikolow    | Ibrahim Javadi       |
| 1976    | Chassan Issaew    | Roman Dmitrijew   | Akira Kudo           |
| 1980    | Claudio Pollio    | Jang Se-hong      | Sergei Kornilajew    |
| 1984    | Bobby Weaver      | Takashi Irie      | Son Gab-do           |
| 1988    | Takashi Kobayashi | Iwan Zonow        | Sergei Karamtschakow |
| 1992    | Kim Il-ong        | Kim Jong-shin     | Wugar Orudschow      |
| 1996    | Kim Il-ong        | Armen Mkrttschjan | Alexis Vila          |

### Fliegengewicht
- bis 52,16 kg (1904)
- bis 52 kg (1948–1996)
- bis 54 kg (2000)

| Olympia | Gold                  | Silber                    | Bronze                    |
| ------- | --------------------- | ------------------------- | ------------------------- |
| 1904    | George Mehnert        | Gustav Bauer              | William Nelson            |
| 1948    | Lennart Viitala       | Halit Balamir             | Thure Johansson           |
| 1952    | Hasan Gemici          | Yūshū Kitano              | Mahmoud Mollaghasemi      |
| 1956    | Mirian Zalkalamanidse | Mohammad Ali Khojastepour | Hüseyin Akbaş             |
| 1960    | Ahmet Bilek           | Masayuki Matsubara        | Mohammad Ebrahim Seifpour |
| 1964    | Yoshikatsu Yoshida    | Chang Chang-sun           | Ali Akbar Heidari         |
| 1968    | Shigeo Nakata         | Richard Sanders           | Süchbaataryn Sürendschaw  |
| 1972    | Kiyomi Katō           | Arsen Alachwerdijew       | Kim Gwong-hyong           |
| 1976    | Yūji Takada           | Alexander Iwanow          | Jeon Hae-sup              |
| 1980    | Anatoli Beloglasow    | Władysław Stecyk          | Nermedin Selimow          |
| 1984    | Šaban Trstena         | Kim Jong-kyu              | Yūji Takada               |
| 1988    | Mitsuru Satō          | Šaban Trstena             | Wolodymyr Tohusow         |
| 1992    | Li Hak-son            | Zeke Jones                | Walentin Jordanow         |
| 1996    | Walentin Jordanow     | Namiq Abdullayev          | Mäulen Mamyrow            |
| 2000    | Namiq Abdullayev      | Samuel Henson             | Amiran Karndanof          |

### Federgewicht
- bis 61,24 kg (1904)
- bis 60,30 kg (1908)
- bis 61 kg (1920–1936)
- bis 62 kg (1972–1996)
- bis 63 kg (1948–1968, 2000)
- bis 60 kg (2004–2012)

| Olympia | Gold                   | Silber               | Bronze                          |
| ------- | ---------------------- | -------------------- | ------------------------------- |
| 1904    | Benjamin Bradshaw      | Theodore McLear      | Charles Clapper                 |
| 1908    | George S. Dole         | John Slim            | William McKie                   |
| 1920    | Charles E. Ackerly     | Samuel Gerson        | Philip Bernard                  |
| 1924    | Robin Reed             | Chester Newton       | Naitō Katsutoshi                |
| 1928    | Allie Morrison         | Kustaa Pihlajamäki   | Hans Minder                     |
| 1932    | Hermanni Pihlajamäki   | Edgar Nemir          | Einar Karlsson                  |
| 1936    | Kustaa Pihlajamäki     | Francis Millard      | Gösta Frändfors                 |
| 1948    | Gazanfer Bilge         | Ivar Sjölin          | Adolf Müller                    |
| 1952    | Bayram Şit             | Nasser Givehchi      | Josiah Henson                   |
| 1956    | Shōzō Sasahara         | Joseph Mewis         | Erkki Penttilä                  |
| 1960    | Mustafa Dağıstanlı     | Stantscho Kolew      | Wladimir Rubaschwili            |
| 1964    | Osamu Watanabe         | Stantscho Kolew      | Nodar Chochaschwili             |
| 1968    | Masaaki Kaneko         | Enju Todorow         | Shamseddin Seyed Abbasi         |
| 1972    | Sagalaw Abdulbekow     | Vehbi Akdağ          | Iwan Krastew                    |
| 1976    | Yang Jung-mo           | Dsewegiin Oidow      | Gene Davis                      |
| 1980    | Magomedgassan Abuschew | Micho Dukow          | Georgios Chatziioannidis        |
| 1984    | Randy Lewis            | Kōsei Akaishi        | Lee Jung-keun                   |
| 1988    | John Smith             | Stepan Sargsjan      | Simeon Schterew                 |
| 1992    | John Smith             | Askari Mohammadian   | Lázaro Reinoso                  |
| 1996    | Thomas Brands          | Jang Jae-sung        | Elbrus Tedejew                  |
| 2000    | Murad Umachanow        | Serafim Barsakow     | Jang Jae-sung                   |
| 2004    | Yandro Quintana        | Masoud Mostafa Jokar | Kenji Inoue                     |
| 2008    | Mawlet Batirow         | Wassyl Fedoryschyn   | Morad Mohammadi Ken’ichi Yumoto |
| 2012    | Toğrul Əsgərov         | Bessik Kuduchow      | Yogeshwar Dutt Coleman Scott    |

### Halbschwergewicht
- bis 80 kg (1920)
- bis 87 kg (1924–1960)
- bis 97 kg (1964–1968)
- bis 90 kg (1972–1996)

| Olympia | Gold                  | Silber              | Bronze               |
| ------- | --------------------- | ------------------- | -------------------- |
| 1920    | Anders Larsson        | Charles Courant     | Walter Maurer        |
| 1924    | John Spellman         | Rudolf Svensson     | Charles Courant      |
| 1928    | Thure Sjöstedt        | Arnold Bögli        | Henri Lefèbvre       |
| 1932    | Peter Mehringer       | Thure Sjöstedt      | Edward Scarf         |
| 1936    | Knut Fridell          | August Neo          | Erich Siebert        |
| 1948    | Henry Wittenberg      | Fritz Stöckli       | Bengt Fahlkvist      |
| 1952    | Viking Palm           | Henry Wittenberg    | Adil Atan            |
| 1956    | Gholamreza Takhti     | Boris Kulajew       | Peter Blair          |
| 1960    | İsmet Atlı            | Gholamreza Takhti   | Anatoli Albul        |
| 1964    | Alexander Medwed      | Ahmet Ayık          | Said Mustafow        |
| 1968    | Ahmet Ayık            | Schota Lomidse      | József Csatári       |
| 1972    | Benjamin Peterson     | Gennadi Strachow    | Károly Bajkó         |
| 1976    | Lewan Tediaschwili    | Benjamin Peterson   | Stelică Morcov       |
| 1980    | Sanassar Howhannisjan | Uwe Neupert         | Aleksander Cichoń    |
| 1984    | Ed Banach             | Akira Ōta           | Noel Loban           |
| 1988    | Macharbek Chadarzew   | Akira Ōta           | Kim Tae-woo          |
| 1992    | Macharbek Chadarzew   | Kenan Şimşek        | Christopher Campbell |
| 1996    | Rasoul Khadem         | Macharbek Chadarzew | Eldari Kurtanidse    |